# Rundgångsfestivalen
Rundgångsfestivalen var en musikfestival i Vämöparken i Karlskrona som gick av stapeln under åren 2002, 2003 och 2004.
Festivalen arrangerades av föreningen Rundgång. Föreningen startades 2002 med målet att få First Floor Power till Rundgång 2002, vilket man lyckades med, och även 2004. År 2002 & 2003 bestod Rundgångsfestivalen av två scener, stora scen & dansbanan, medan man 2004 reducerade antalet scener till att endast bestå av dansbanan.
Vid arbetet med Rundgångsfestivalen 2004 bodde endast en av föreningens medlemmar i Karlskrona och övriga runt om i Sverige/Europa vilket medförde att 2004 blev sista året för festivalen då arbetet med mycket svårt, efter avslutad festival lades föreningen ner.
Band som spelade var bl.a. Adam Green, Jens Lekman, The Danny Says, De Stilj, Frej, U.N.P.O.C., Paris, Björns Vänner, Franke, Nixon, Blood Music, CK, The Happy Couple, First Floor Power, Superheroes, Dub Sweden, Hell on Wheels, Bad Cash Quartet, Florence Valentin, Florian, The Corduroy Utd, Slagsmålsklubben m.fl.